# Zavrelimyia harrisi
Zavrelimyia harrisi är en tvåvingeart som först beskrevs av Freeman 1959.  Zavrelimyia harrisi ingår i släktet Zavrelimyia och familjen fjädermyggor. Inga underarter finns listade i Catalogue of Life.